# Der Schipkapaß

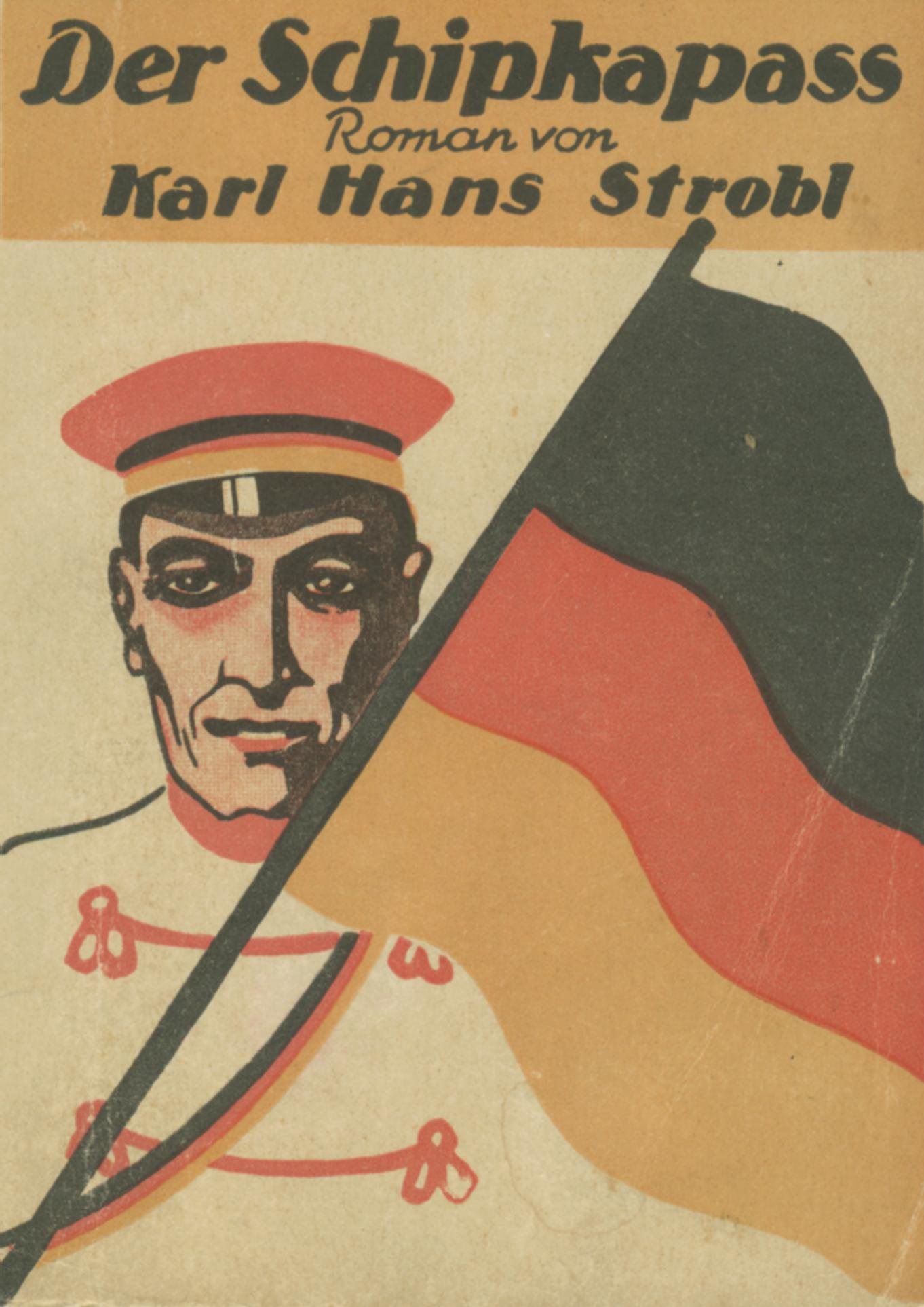
Undatierte Ausgabe: Kronen Verlag, Berlin um 1920.

Der Schipkapaß ist ein 1908 erschienener Studentenroman von Karl Hans Strobl.  Ab der zweiten Auflage trug der Roman den Titel Die Flamänder von Prag.

## Handlung des Romans
Der Student der Rechtswissenschaft Hans Schütz, Mitglied der (fiktiven) Prager Burschenschaft Germania verliebt sich in die Sekretärin Midi Kern. Die Beziehung endet nach kurzer Zeit, weil Hans den finanziellen Anforderungen Midis nicht genügt und diese sich einem anderen Studenten zuwendet, der Sohn reicher Eltern ist. Schütz flüchtet sich daraufhin auf den Schipkapass, um seinen Kummer in Bier zu ertränken. Nach Wochen der Verzweiflung lernt Schütz zufällig die Postangestellte Helene Findeis kennen. Er beschließt, sich zu wandeln und nimmt sein Studium wieder auf. Der Roman endet damit, dass Helene ihm verspricht, auf ihn zu warten. In die Romanhandlung eingebettet ist der deutsch-tschechische Nationalitätenkonflikt des späten 19. Jahrhunderts in Prag, indem Helene die Werbung eines tschechischen Malers zu Gunsten des deutschen Hans Schütz zurückweist.